# Hydrure d'uranium(III)
L’hydrure d'uranium(III) est un composé chimique de formule UH3 qui se présente sous la forme d'une poudre pyrophorique ou d'un solide friable aux cristaux cubiques de couleur gris anthracite à noire aux reflets bruns, faiblement soluble dans l'acide chlorhydrique HCl et se décomposant dans l'acide nitrique HNO3.
L'uranium métallique chauffé entre 250 °C et 300 °C forme de l'hydrure d'uranium(III) directement à partir d'hydrogène, mais cette réaction s'inverse au-dessus de 300 °C :
2 U + 3 H2  {\displaystyle \rightleftharpoons }  2 UH3.
Ceci fait des hydrures d'uranium de bons matériaux à partir desquels produire de la poudre d'uranium avec divers carbures, nitrures et halogénures d'uranium.
UH3 peut également se former lorsque des barres de combustible nucléaire à l'enrobage corrodé sont exposées à l'humidité :
4 U + 6 H2O → 3 O2 + 4 UH3.
En conséquence, des barres endommagées contaminées aux hydrures d'uranium sont susceptibles de dégager beaucoup de chaleur lorsqu'elles sont exposées à l'air libre compte tenu du caractère pyrophorique de ces hydrures, et même d'initier la combustion de l'ensemble de la barre.
L'hydrure d'uranium(III) existe sous deux variétés cristallines : une variété α obtenue à basse température et une variété β formée au-dessus de 250 °C.